# Regionale Chemotherapie
Die Regionale Chemotherapie (RCT) ist eine experimentelle Variante der onkologischen Chemotherapie zur Behandlung von Tumoren. In der Fachwelt wird sie allenfalls als Spezialanwendung für einen kleinen Kreis von Patienten angesehen.

## Prinzip
Im Gegensatz zur systemischen, also den ganzen Körper betreffenden Chemotherapie, wird hier das Zytostatikum nur auf das betroffene Organ bzw. die befallene Körperregion beschränkt verabreicht. Die typische Einleitung des Medikaments geschieht bei der regionalen Chemotherapie über die Arterie, die den Tumor mit Blut versorgt.
Der Begriff kam in der Bundesrepublik Deutschland in den 1970er Jahren durch den deutschen Chirurgen Karl Reinhard Aigner in Mode und erreichte über diverse Publikationen auch international einige Aufmerksamkeit. Heute geschehen Chemotherapien auf so vielfältige Weise und eben auch lokal, sodass die regionale Chemotherapie kaum mehr als eigenständiger Begriff genutzt wird.

## Therapietechniken
Bei der regionalen Chemotherapie unterscheidet man vier Varianten.
- Die angiografische Applikation – Dabei wird unter örtlicher Betäubung ein Katheter in die Leistenarterie eingesetzt und unter Röntgenkontrolle über die Arterie in die Tumorregion geführt.
- Die chirurgische Applikation – Ein arterieller Portkatheter wird in das den Tumor versorgende Gefäß implantiert. Das Zytostatikum kann anschließend häufig ambulant verabreicht werden.
- Transarterielle Chemoembolisation – Feinste Blutgefäße (Kapillaren) werden mit Mikropartikeln blockiert, sodass sich das Zytostatikum länger im Tumorbereich hält. Infolge des geblockten Blutflusses entsteht im Organ ein Sauerstoffmangel, der die tumortoxische Wirkung einiger Zytostatika steigert.
- Isolierte Perfusion – Das betroffene Organ oder die Körperregion wird mittels Ballonkatheter vom Blutkreislauf abgetrennt. Das Blut fließt dabei über eine externe Pumpe oder eine Herz-Lungen-Maschine zuerst durch die Schlagader des Organs und dann über die entsprechende Blutader wieder aus dem Organ heraus. Dann wird das Organ mit einem hoch dosierten Chemotherapeutikum geflutet. Zum Schluss wird das Blut gefiltert, um es von Restbeständen des Mittels zu reinigen. Der gesamte Eingriff dauert etwa zwei Stunden.

## Kritik
Kritisiert wird das Fehlen wissenschaftlicher Studien, die einen Erfolg dieser Methode/n belegen. Laut Deutschem Krebsforschungszentrum komme die Methode „nur für sehr wenige Krebsarten und nur in ganz bestimmten Situationen infrage“. Die Kosten der Behandlung werden in der Regel nicht von Krankenkassen übernommen.
Mediale Beachtung in Deutschland fand die RCT im April 2017, als unseriöse Werbemethoden für RCT publik wurden. Karl Reinhard Aigner musste einräumen, als Angestellter des Medias-Klinikums im oberbayrischen Burghausen der privaten Werbeagentur amonpress aus Germering „ein monatliches Pauschalhonorar“ für werbliche Zeitschriftenbeiträge unter dem Deckmantel einer seriösen Berichterstattung gezahlt zu haben. Die Agentur hatte durch die Journalistin Linda Amon positive Berichte zu angeblichen Behandlungserfolgen in deutschen Boulevard-Medien und Frauenzeitschriften verfasst, obwohl die Behandlungsmethode zumindest umstritten ist.